# Nyctemera pagenstecheri
Nyctemera pagenstecheri är en fjärilsart som beskrevs av Arnold Pagenstecher 1898. Nyctemera pagenstecheri ingår i släktet Nyctemera och familjen björnspinnare. Inga underarter finns listade i Catalogue of Life.